# ヘンリー・セリック
ヘンリー・セリック（Henry Selick, 1952年11月30日 - ）は、アメリカのストップモーション・アニメーション監督、脚本家、プロデューサーである。
代表作に、『ナイトメア・ビフォア・クリスマス』、『ジャイアント・ピーチ』、『コララインとボタンの魔女』など。

## 経歴

### 幼少期
ニュージャージー州グレンリッジにて、メラニーとチャールズ M・セリック夫妻の間に生まれ、ラムソンで育つ。3歳から12歳までを殆ど絵を描いて過ごした。アニメーションへの興味は、幼少の頃に見たドイツの影絵アニメーション作家ロッテ・ライニガーの『アクメッド王子の冒険』と、レイ・ハリーハウゼンがストップモーション・アニメを手がけた『シンバッド七回目の航海』からだった。
ラトガース大学では科学を専攻し、シラキュース大学とセントラル・セント・マーチンズで芸術を学んだ後、カリフォルニア芸術大学でアニメーションを学ぶ。カルフォルニア芸大在学中には、制作した2本の学生映画、『Phases』と『Tube Tales』が学生アカデミー賞にノミネートされている。

### ディズニー時代
卒業後、セリックは動画アニメーターとしてウォルト・ディズニー・ピクチャーズに就職し、グレン・キーンの元で修行を積み、『ピートとドラゴン』、『ロバと少年』、『きつねと猟犬』などの作品に参加しアニメーターとしての技術を磨いた。ディズニー時代の同僚には、ティム・バートン、リック・ハインリクス、ブラッド・バード、ジョン・マスカーらがいる。後に彼は、ディズニー設立当初からの大御所アニメーターナイン・オールドメンの一人であるエリック・ラーソンから、画力の向上と、ストーリーテリングの技術について大いに学んだと語っている。

### フリーランス時代
国立芸術基金からの助成金を得て制作した短編映画『Seepage』でセリックは賞に輝き、その後の数年をベイエリアを拠点にフリーランスとして活動し、製菓老舗ピルズベリー社（ドゥボーイ）やリッツ・クラッカーなどのCMや、ジョン・コーティ監督のアニメ映画『Twice Upon a Time』などを手がけた。また、ウォルター・マーチ監督の映画『オズ』や、モーリス・センダックもデザイナーとして参加した『Nutcracker: The Motion Picture』に絵コンテなどでも参加した。

### 長編映画デビュー～ライカ時代
MTVでいくつものステーションIDを制作していたセリックは、アニメ・シリーズのパイロットフィルムとして、6分間の短編『Slow Bob in the Lower Dimensions』を作り上げた。アニメシリーズの製作には至らなかったが、同作品は オタワ国際アニメーションフェスティバルで最優秀賞を受賞した。 また同作は、大学とディズニー時代の知人である映画監督のティム・バートンに注目され、セリックは1993年、バートンの原作・製作による『ナイトメアー・ビフォア・クリスマス』で長編映画監督としてデビューした。この作品は、アメリカの大手映画スタジオが初めて手掛けた長編ストップモーション映画でもある。
『ナイトメアー・ビフォア・クリスマス』は封切りと同時に絶賛され、カルト映画として不動の地位を確立したのみならず、第66回アカデミー賞において視覚効果賞にノミネートされ、また『ライオン・キング』を抑え国際アニメーション映画協会の賞に輝いた。
1996年、セリックは次なる長編映画『ジャイアント・ピーチ』を発表。ロアルド・ダール原作の児童文学を、実写とストップモーションを融合して描いたこの意欲作は、タイム誌のリチャード・シッケルら批評家から「原作以上」との賛辞とともに歓迎され、1997年のアヌシー国際アニメーション映画祭で最高賞を受賞した。
しかし2001年、続く長編第三作『モンキーボーン』では、同様に実写とアニメの融合を試みるも、興行・評価ともに惨敗を喫することとなった。
2004年にウェス・アンダーソン監督の映画『ライフ・アクアティック』におけるアニメーション・パートを手がけた後、セリックはオレゴン州ポートランドを拠点とするアニメーション・スタジオ、ライカに監督及びスーパーバイザーとして参加。セリックはそこで、キャンドルウィック社の児童文学に基づき、初のCG作品となる短編『Moongirl』を監督し、賞に輝く。
2009年、ライカでの初長編となった『コララインとボタンの魔女』は、数々の文学賞に輝くイギリスのSF・ファンタジー作家ニール・ゲイマンの原作による、ストップモーションを用いたアニメーション映画としては史上初となる3D映画として公開された。批評家からも概ね好評を博し、第82回アカデミー賞、第63回英国アカデミー賞、第67回ゴールデングローブ賞の長編アニメ映画部門の候補となった。

### ライカ以降
セリックは2009年にライカを去ると、翌年、古巣であるウォルト・ディズニー・カンパニー傘下のピクサー・アニメーション・スタジオと、ストップモーション・アニメの製作に携わるための長期契約を結んだ。かつての同僚や友人たちと再会したセリックは、「互いに補い合える少数精鋭部隊による、子供のための怖くて物凄い映画作りを職務とする新たなストップモーション会社」と称し、"Cinderbiter Productions"なる新スタジオを展開。
セリックのプロダクションによる最初の映画は『ShadeMaker』という企画で、2013年10月4日の公開が決まっていた。だが、2012年の8月、ディズニーは「クリエイティブ面及びスケジュール面から、公開予定日までに望まれる水準に達しない」との理由から、企画中止を発表。セリックは企画を別のスタジオに売却する事を余儀なくされる。
2012年4月28日に、ディズニーによるニール・ゲイマンのホラーファンタジー小説「墓場の少年 ノーボディ・オーエンズの奇妙な生活」の映画化権獲得、及びセリックがこれを監督することが報じられたが、スケジュールが合わず降板した。
2013年2月5日、『ShadeMaker』の企画が『The Shadow King』として再開。『ハッシュパピー 〜バスタブ島の少女〜』のプロデューサー、ジョシュ・ペンがドイツのK5インターナショナルで製作される運びとなった。
2013年10月16日、児童文学作家アダム・ギドウィッツの「A Tale Dark and Grimm」を原作とした実写映画をセリックが製作中であると報じられた。
2015年11月3日、セリックは『Wendell and Wild』と題したオリジナルのストップモーション長編映画を、コメディアンで映画監督のジョーダン・ピールやキーガン＝マイケル・キーらと共に企画中と報じられ、2022年に公開された。

## 作風と創作のスタンス
共同制作の経験もあるセリックの大学時代からの友人で、『カーズ』の監督で知られるジョー・ランフトは、1999年のサロン誌のインタビューで、セリックは「ロックンロールとダ・ヴィンチを合わせたような気質」の持ち主であると語る。彼によれば、「セリックは落ち着いて考えたいがために事務所を飛び出してギターやエレキピアノを掻き鳴らすようなやつ」である一方、非常に理性的でもある。
「彼は実際に見た夢から突飛なことを思いつき、そこから"このアイデアをどう補強しようか？機械のサメが出てきたら、どうやって倒すことにしよう？そいつが鼻頭から砲撃してきたらどうだろう？"と、機械技師みたいなやり方で美学を追求する。彼は言葉には出来ないような物事を、アニメーションで描き出すことができる。」と語り、セリックの才能を天才的と賞賛している。

## フィルモグラフィ

### 監督作品
- Phases (学生作品)
- Tube Tales (学生作品)
- Seepage (1981) 短編
- Slow Bob in the Lower Dimensions (1991) 短編
- ナイトメアー・ビフォア・クリスマス (1993)[19]
- ジャイアント・ピーチ (1996)
- モンキーボーン (2001)
- Moongirl (2005) 短編
- コララインとボタンの魔女 (2009)[20]
- ウェンデルとワイルド (2022)[21]
- The Shadow King 未完成

### プロデュース作品
- モンキーボーン (2001)
- コララインとボタンの魔女 (2009)
- Stretch Armstrong (2012) 実写映画・共同制作
- Blur (2013)

### その他
- ピートとドラゴン (1977) 動画
- ロバと少年 (1978) 原画
- The Watcher in the Woods (1980) エイリアン・デザイン
- きつねと猟犬 (1981) 原画・クレジットなし
- Twice Upon a Time (1983) パート演出
- オズ (1985) 絵コンテ
- Nutcracker: The Motion Picture (1986) コンセプトデザイン
- MTV ID's: "Gravity", "Butler", "Dollhouse", "Bath", "Haircut", "Xerox" (1987-1990)
- ライフ・アクアティック (2004) アニメーション演出・視覚効果